# Kompresor
Kompresor (njem. Kompressor, prema lat. compressus: stisnut) je stroj ili uređaj za stlačivanje (kompresija) plina ili pare. Omjer početnog i konačnoga tlaka u kompresoru naziva se omjerom ili stupnjem kompresije. Katkad se kompresorima nazivaju samo strojevi i uređaji koji ostvaruju omjer kompresije veći od 1 : 3, dok se oni s omjerom kompresije manjim od toga nazivaju puhalima, a oni s manjim od 1 : 1,1 ventilatorima. Za pogon različitih pneumatskih alata (zubarske bušilice, prskalice za bojenje, pneumatski čekići, industrijske preše) najčešće se stlačuje zrak, dok se u rashladnim procesima (u kućanskim hladnjacima, klimatizacijskim uređajima, industrijskim hladnjačama i drugo) stlačuju pare različitih organskih i anorganskih tvari. Kompresor se koristi i pri prijenosu (transportu) prirodnoga plina cjevovodima, sintezi na primjer vinil-klorida ili amonijaka u kemijskoj industriji, ukapljivanju plinova (na primjer zraka pri dobivanju ukapljenoga dušika i plinovitoga kisika) i drugo. Posebna vrsta kompresora, takozvana vakuumska sisaljka, primjenjuje se u vakuumskoj tehnici za proizvodnju žarulja, mikroelektronskih sklopova i drugo.
Kompresor zraka je pneumatski stroj koji služi za pretvorbu mehaničke energije u energiju stlačenog zraka, dok se u pneumatskim motorima obavlja pretvorba energije u suprotnom smjeru. Kompresori zraka i pneumatski motori se bitno ne razlikuju, a konstrukcijski se razlikuju samo u detaljima. Ako se na primjer punjenje i pražnjenje cilindra klipnog motora ili kompresora vrši preko usisnih i ispušnih ventila, motor mora imati mehanizam za prisilno otvaranje/zatvaranje ventila (koljenasto ili bregasto vratilo), dok je kod kompresora moguće samoradno pokretanje ventila (pomoću samog tlaka zraka u cilindru). Često isti stroj može raditi kao kompresor ili motor, zavisno od ugradnje, odnosno povezivanja u sustav.

## Vrste kompresora zraka
Prema načinu rada kompresori mogu biti volumetrički, strujni i mlazni. U pneumatici se gotovo isključivo koriste volumetrički kompresori. Njihov način rada zasniva se na radnoj komori promjenljivog obujma (na primjer cilindar s klipom). Smanjenjem obujma radne komore smanjuje se i volumen zraka u njoj, što uzrokuje odgovarajući prirast tlaka zraka.
Podjela volumetričkih kompresora:
- Klipni kompresori:
  - mehanizam: koljeničasti, radijalni, aksijalni ili kulisni,
  - jednostupanjski ili višestupanjski,
  - jednoradni ili dvoradni,
  - okomiti ili vodoravni,
  - mobilni ili stacionarni (za veći učinak ili kapacitet).
- Rotacijski kompresori:
  - krilni,
  - vijčani,
  - zupčasti,
- Membranski kompresori.

Strujni ili turbokompresori se dijele na radijalne (poprečne) i aksijalne (uzdužne) turbokompresore. Općenito radijalni turbokompresori postižu veći tlak i manji protok nego aksijalni.

### Volumetrički ili stapni kompresori
Volumetrički ili stapni kompresori svoj učinak ostvaruju periodičkim povećavanjem i smanjivanjem radnoga prostora, a osnovne su faze rada usisavanje plina ili pare, njihova kompresija i istiskivanje. Izvode se s oscilirajućim ili s rotirajućim potisnim elementima (stapom ili rotorom). U kompresoru s oscilirajućim stapom valjkasti se stap pravocrtno (linearno) giba u cilindru naizmjence u jednom pa u drugom smjeru, smanjujući tako i povećavajući radni volumen, dok rotorni kompresor taj učinak ostvaruje rotacijom jednog ili dvaju rotora unutar statora. Prema obliku rotora i načinu njegova gibanja, rotorni kompresori mogu biti lamelni, vijčani ili ekscentrični. Većina se volumetričkih kompresora oprema usisnim i tlačnim samoradnim ventilima, kojima se radni medij u određenim vremenskim razmacima pušta u radnu komoru i ispušta iz nje. Ventili se, zbog promjena tlaka, otvaraju i zatvaraju automatski. Namještanjem tlaka pri kojem će se pojedini ventil otvoriti, odnosno zatvoriti, određuje se i omjer kompresije, koji kod tih kompresora obično iznosi između 1 : 5 i 1 : 10. Za veće omjere primjenjuje se stupnjevana kompresija serijskim povezivanjem dvaju ili više kompresora. Tako se mogu postići tlakovi i od nekoliko tisuća bara. Neki rotorni kompresori grade se bez samoradnih ventila (na primjer vijčani), pa im je omjer kompresije nepromjenljiv, zadan izmjerama i oblikom rotora i statora. Volumetrički se kompresori primjenjuju onda kada je potrebno ostvariti velike omjere kompresije uz male dobave (stlačeni volumen u jedinici vremena). Obično su pogonjeni električnim ili dieselovim motorom.

#### Klipni kompresor
Cilindar jednoradnog klipnog kompresora puni se i prazni samo s jedne strane klipa. Pri hodu klipa prema dolje, cilindar se puni kroz usisni ventil (takt usisa), dok se pri kretanju u suprotnom smjeru zrak tlači kroz tlačni ventil (takt tlačenja ili kompresije). Klipni kompresor obično pretvara pravocrtnog gibanje klipa u kružno gibanje pomoću mehanizma s koljenčastim vratilom. Dvoradni cilindri usisavaju i tlače zrak s obje strane klipa.
U višestupanjskim kompresorima zrak se uzastopno tlači u većem broju cilindara kroz koje prolazi (serijski spoj). Jednostupanjski kompresori koriste se za povećanje tlaka do 4 bar, dvostupanjski do 15 bar, a višestupanjski za veće tlakove. Zbog mogućnosti zapaljenja kompresorskog ulja, izlazna temperatura zraka ne smije prelaziti 200 ºC.

#### Krilni kompresor
Kod krilnih kompresora zrak zarobljen u volumenu između krila, statora i rotora tlači se smanjenjem tog volumena prilikom rotacije rotora postavljenog ekscentrično u odnosu na os statora. Promjenom ekscentriciteta moguće je regulirati protok.

#### Vijčani kompresor zraka
Vijčani kompresori zraka nešto su skuplji i imaju lošiji stupanj korisnog djelovanja, a prednost im je dugi vijek trajanja i mali troškovi održavanja. Tlačni mehanizam je spregnuti vijčani par koji se okreće u međusobno suprotnim smjerovima. Radne komore stvaraju se između vijaka i statora. Zrak se kontinuirano usisava na jednoj strani vijka (komore se otvaraju) i tlači na suprotnoj strani (komore nestaju).

#### Zupčasti kompresor zraka
Zupčasti kompresori zraka imaju sličan način rada kao i vijčani. Radni mehanizam je jedan par zupčanika koji su u zahvatu, pa se okreću u međusobno suprotnim smjerovima. I ovdje se radne komore stvaraju između rotora i statora, na strani na kojoj zubi izlaze iz zahvata otvara se i puni uvijek nova radna komora (usis), a na suprotnoj strani, ulaskom zuba u zahvat, komora nestaje.

### Strujni kompresori ili turbokompresori
Strujni kompresori ili turbokompresori imaju brzorotirajuće rotore s radijalnim ili aksijalnim kanalima (radijalni ili aksijalni turbokompresori). Plin ili para neprekidno se dovode u kanale rotora, gdje se zbog rotacije znatno ubrzavaju i odvode u difuzorske kanale statora, u kojima se njihova kinetička energija pretvara u potencijalnu energiju tlaka. Prirast tlaka po pojedinom paru rotora i statora relativno je malen (posebice u aksijalnom turbokompresoru) pa se kompresija redovito obavlja u nekoliko stupnjeva. Takvi se kompresori primjenjuju onda kada su potrebni manji omjeri kompresije uz veliku dobavu, na primjer u prijenosu (transportu) prirodnoga plina (radijalni turbokompresor), u mlaznim motorima zrakoplova (aksijalni turbokompresor). Osim električnim ili Dieselovim motorima, mogu biti pogonjeni i plinskim ili parnim turbinama.

### Mlazni kompresori
Mlazni kompresori nemaju pokretnih dijelova, pa se, za razliku od drugih, odlikuju niskim troškovima nabave i održavanja, ali imaju manju energetsku učinkovitost, to jest malen stupanj djelovanja. Za pogon koriste visokotlačnu paru ili plin koji, strujeći Lavalovom sapnicom, ekspandiraju i postižu nadzvučnu brzinu strujanja (Gustaf de Laval). Taj mlaz svoju kinetičku energiju predaje plinu ili pari koje usisava u komoru za miješanje. Smjesa se odvodi u difuzor, gdje se njezina kinetička energija, zbog proširenja na kojem joj opada brzina strujanja, pretvara u potencijalnu energiju tlaka. Mlazni kompresor koji služi kao vakuumska sisaljka, to jest koji usisava medij i stlačuje ga na tlak okoline, naziva se ejektorom, a onaj koji usisani medij komprimira na tlak veći od tlaka okoline injektorom.

## Fizikalne osnove pneumatskog sustava

### Termodinamičke osnove
Normalno stanje plina je stanje pri standardnoj temperaturi t = 0 ºC i apsolutnom tlaku p = 1,01325 bar (standardni atmosferski tlak). Pri normalnom stanju, suhi zrak ima sljedeća svojstva:
- R = 287,1 J/kgK plinska konstanta,
- к = 1,4 eksponent izentrope,
- cv = 722 J/kgK specifična toplinski kapacitet zraka (pri konstantno volumenu),
- cp = 1011 J/kgK specifična toplinski kapacitet zraka (pri konstantnom tlaku),
- ρ = 1,293 kg/m3 gustoća,
- μ = 17,5٠10-6 kg/ms dinamička viskoznost.

### Apsolutni i manometarski tlak
Apsolutni tlak p je normalno naprezanje kojem su podvrgnuta plinovita i kapljevita tijela (fluidi) zbog mehaničkog djelovanja čestica tih tijela (sudaranje molekula). Ovom naprezanju podvrgnute su i sve čvrste površine uronjene u fluid.
Atmosferski tlak ili barometarski tlak pa je apsolutni tlak okolnog atmosferskog zraka koji zavisi od geodetske visine i meteoroloških uvjeta.
Manometarski tlak pM dobije se tako da se od vrijednosti apsolutnog tlaka p u nekom fluidu računski oduzme vrijednost atmosferskog tlaka pa, pa vrijedi:
{\displaystyle p_{M}=p-p_{a}}
ili očitavanjem odgovarajućeg manometra. Manometar je instrument za mjerenje tlaka koji u suštini mjeri razliku tlaka između dva fluida: u ovom slučaju između mjerenog fluida i okolnog atmosferskog zraka).
U slučaju p > pa dobiva se pozitivna vrijednost manometarskog tlaka (pM > 0) koji se tada naziva pretlak. Ako je p < pa, manometarski tlak poprima negativnu vrijednost (pM < 0) i tada se naziva podtlak. Apsolutna vrijednost podtlaka naziva se vakuum pV (pV = -pM > 0) i često se izražava u postocima atmosferskog tlaka (pV% = -pM / pa •100%).
Treba naročito naglasiti da je u pneumatici i hidraulici uobičajeno koristiti naziv tlak i oznaku p za pretlak. Zato je pri računanju s tlakom uvijek potreban izvjestan oprez. U termodinamičkim relacijama pojavljuje se gotovo isključivo apsolutni tlak. Kod određivanja sile tlaka na površinu mjerodavna je razlika tlaka na obje strane te površine. Zato se može koristiti pretlak, a to je i pogodnije ako na jednoj strani površine djeluje atmosferski tlak. U Bernoullijevoj jednadžbi tlak se pojavljuje na obje strane jednadžbe, pa jednadžba u istom obliku vrijedi kako za apsolutni tlak, tako i za pretlak.

## Vanjske poveznice
- Kompresor Hrvatska tehnička enciklopedija, portal hrvatske tehničke baštine. LZMK